# Zeruko Argia
Zeruko Argia  (en català: Llum celestial) fou una revista mensual escrita completament en euskera que va aparèixer l'1 de gener de 1919 en Pamplona. Editada pel pare caputxí Damaso de Inza, versava sobre temes catòlics. En 1921 es publicaria una altra capçalera, Argia.
Amb la Guerra Civil Espanyola desapareixerien ambdues, i Zeruko Argia no tornaria fins a 1954.
És la revista en llengua basca amb major longevitat, des de 1980 es publica per una cooperativa de treballadors amb el nom d'Argia (Llum). Esta nova etapa res te a vore amb l'etapa de 1921-1936, on era un setmanari marcadament catòlic.
El 2017, un dels seus periodistes va ser el primer de l'estat en ser multat fent servir la llei mordassa.